# Joseph Watson
Joseph Watson (conocido como José), (St George, Hanover Square, Londres ca.1844, Ciudad de México), fue un empresario de origen inglés radicado en México durante la segunda mitad del siglo XIX.

## Biografía
Hijo de John Watson (1798-1870) y Elizabeth Wickwar (1805-1880), nació en una familia de clase media londinense, en la que convivió con 5 hermanos; Agnes Mary (1840-1885), John (1842-1866), Mary Teresa(1846-1931), Elizabeth (1848) y Edward Joseph (1841-1905).
Durante su juventud en Inglaterra, Joseph se desempeñó como comerciante de vinos.
Alrededor del año 1871, a sus 27 años de edad, Joseph decidió emigrar con destino a México para probar suerte.
Joseph se casó con Isabel Fischer-Linares (1847), hija de un inmigrante alemán Gustav Adolph Fischer, radicado en Veracruz, México, con quién procreo seis hijos: Isabela Josefa (1874), Jose Emilio (1877), Maria Ysabel Melitona (1878), Eduardo Fernando (1880-1965), Alfredo Manuel (1883) y Jorge Gustavo (1885).
Al parecer debido a sus actividades comerciales desde su llegada a México, entre 1871 y 1887 logró contar con importantes activos, cuando se asoció con el empresario inglés Henry Gibbon con quien formaron las bases para el nacimiento  el 15 de abril de 1909 de la “Compañía Manufacturera de Cemento Portland La Cruz Azul, S.A.”
Joseph, así mismo emparentó con su amigo y socio Henry al contraer nupcias su hija María Ysabel con el hijo de Henry, Enrique Gibbon-Jimenez de la Cuesta.

## Actividades Empresariales
Los hermanos de origen inglés Henry y George Gibbon establecieron una pequeña fábrica en la Ciudad de México, inicialmente enfocandose a la producción de piedra artificial y simite-mármol, patentando sus métodos. En 1882, formaron Gibbon y Cía, asegurando la patente exclusiva para fabricar cemento Portland en México. En 1883, Joseph se incorpora a la sociedad sumando recursos.
En 1888, reconociendo el potencial, los Gibbon viajan a Londres, Inglaterra para ampliar su capital, logrando interesar a varios inversionistas y dos años más tarde fundaron en Londres la Mexican Portland Cement Company con un capital de 20,000 libras esterlinas y una emisión de 19,900 acciones. Para fines de 1890, la compañía al mando de Henry Gibbon, alquiló gran parte de la hacienda de Denyi y la Hacienda de Jasso, Hidalgo. La inauguración oficial de la planta sería a fines de 1893.
La fábrica no pudo lograr inicialmente los estándares de producción deseados, lo que provocó la pérdida de valiosos contratos. Esto la obligó a declararse en quiebra a un año de su apertura, sin embargo después de difíciles negociaciones logra abrir sus puertas un año más tarde, ahora con el nombre de Fábrica de Buena Vista bajo la dirección de Joseph Watson, quien se incorpora como administrador y socio de la empresa. Los esfuerzos de Watson por posicionarse en el mercado le valieron la obtención de varios contratos con el gobierno de la Ciudad de México en 1897. La Fábrica Buena Vista no logró cubrir los estándares de calidad ni la producción deseados, lo que le impidió cerrar los contratos de abastecimiento con el ayuntamiento capitalino. Estos acontecimientos generaron que la compañía se disolviese a finales de 1899. Sin embargo, Watson no se rindió, pues logró mantener la confianza de los inversionistas y en 1900 aumentó el capital de la empresa, lo que favoreció la reapertura de la fábrica, esta vez bajo el nombre de Compañía Mexicana de Cemento Portland, S.A.. Los cambios no tuvieron un efecto positivo a corto plazo y Watson tuvo que hipotecar las instalaciones a sus acreedores. En 1906 la empresa se disolvió y se incorporó al Banco Central quien asume el control de la empresa.
Finalmente, el 15 de abril de 1909 la junta de socios decide separar las acciones del Banco y para dar mayor proyección a la fábrica fundan La “Compañía Manufacturera de Cemento Portland La Cruz Azul, S.A.”